# Monson (Massachusetts)
Monson é uma vila localizada no condado de Hampden no estado estadounidense de Massachusetts. No Censo de 2010 tinha uma população de 8.560 habitantes e uma densidade populacional de 73,79 pessoas por km².Sua população estimada, em meados de 2019, é de 8.787 habitantes.

## Geografia
Monson encontra-se localizado nas coordenadas 42° 05′ 37″ N, 72° 19′ 17″ O. Segundo o Departamento do Censo dos Estados Unidos, Monson tem uma superfície total de 116 km², da qual 114.3 km² correspondem a terra firme e (1.45%) 1.7 km² é água.

## Demografia
Segundo o censo de 2010, tinha 8.560 pessoas residindo em Monson. A densidade populacional era de 73,79 hab./km². Dos 8.560 habitantes, Monson estava composto pelo 96.81% brancos, o 0.85% eram afroamericanos, o 0.21% eram amerindios, o 0.61% eram asiáticos, o 0% eram insulares do Pacífico, o 0.2% eram de outras raças e o 1.32% pertenciam a duas ou mais raças. Do total da população o 1.79% eram hispanos ou latinos de qualquer raça.